# スティーブ・ベッシャー
スティーブ・ベッシャー（英語：Steve Beshear、本名：スティーブン・リン・ベッシャー、英語：Steven Lynn Beshear、1944年9月21日 - ）は、アメリカ合衆国の政治家、弁護士。

## 初期の経歴
1944年9月21日にケンタッキー州ホプキンス郡で誕生した。父はオーランド・ラッセル・ベッシャー、母はメアリー・エリザベス（旧姓ジョイナー）であり、その5人の子供の3番目だった。ドーソンスプリングスという小さな町で育った。父はそこで家具店を所有し、葬儀場を営み、また市長も務めた。父・祖父・叔父は全て原始バプテストの在俗牧師であり、ベッシャーが子供時代は父の教会にも、また母が会員だったキリスト教会にも出席した。ケンタッキー州下院議員選挙があるときは、叔父のフレッド・ベッシャーに伴われて郡内を回って選挙運動を行うことが何度かあった。
1962年にドーソンスプリングス高校の同級生28人の総代として卒業した。その後はケンタッキー大学に入学し1966年には歴史学で学士号を取得した。デルタ・タウ・デルタ友愛会とファイ・ベータ・カッパ名誉協会の会員になった。学生会の財務担当に選ばれ、1964年から1965年は学生会長を務めた。学生時代はレキシントン原始バプテスト教会に出席し、ハロルドとマリーのフレッチャー夫妻の家で昼食を共にすることが多かった。この夫妻の息子アーニーが後にケンタッキー州知事となり、ベッシャーが挑戦することになった。1968年にケンタッキー大学法学校を優等で卒業した。
翌年にジェイン・クリングナーと結婚した。結婚後は妻が出席していたクレストウッド・キリスト教会に入った。この夫婦にはジェフリー・スコット・ベッシャーとアンドリュー・グラハム・ベッシャーの2人の息子が誕生した。さらに男性の孫2人と女性の孫2人が続いた。ベッシャー家は結婚後にニューヨークに転居し、スティーブがウォール街の法律会社ホワイト&ケイスで働いた。この時期、アメリカ陸軍予備役では情報の専門家としても仕え、法務総監に任務の幾らかも行った。

## ケンタッキー州への帰還
2年半後、一家はケンタッキー州に戻り、ベッシャーはレキシントンの法律会社ハービソン・ケッシンジャー・ライル・アンド・ブッシュに入社した。1974年には自分で開業した。共同経営者を得て、ベッシャー・メング・アンド・グリーン社を結成した。ベッシャーはこの会社を1979年に検事総長に当選するまで率いた。

## 政歴の初期
1973年に現在の第76選挙区（ファイエット郡）からケンタッキー州下院議員に選ばれて、その政歴が始まった。その1期目で仲間から最も傑出した新人議員だと言われた。1975年と1977年にも再選を続けた。2回とも民主党予備選挙でジェリー・ランダーガンとの接戦を凌いだ。
下院議員として消費者の味方と言う評判を勝ち取り、環境保護を強化する法案と、保釈保証業者という商習慣を終わらせる法案を提出した。1974年、ベッシャーは人種差別撤廃バス通学がアメリカ合衆国憲法の修正を必要とするので、その慣習を非難する決議案に反対票を投じた。下院議員時代のベッシャーが成し遂げた業績の1つは、ケンタッキー大学医療センターでの新生児医療を改善する法制化の先頭に立ったことだった。州内の教室にモーセの十戒を掲示することは違憲であるとする1978年法案を検討したが、反対票を投じるよりも、投票を棄権する道を選んだ。後にそのことを後悔したと言っていた。

### 検事総長
1979年の選挙でケンタッキー州検事総長に立候補すると発表したのはベッシャーが最初だった。その発表から直ぐに、現職検事総長のロバート・F・スティーブンスから支持を貰った。ベッシャーの選挙戦で中心課題は、提案されている公共料金値上げを行った場合に、消費者の側に立つと誓ったことだった。民主党予備選挙を勝ち上がった後、本選挙で共和党候補のロン・スナイダーを47万1177票対30万2951票で破った。1979年12月に現職検事総長スティーブンスが、ケンタッキー州最高裁判所判事に指名をうけるために辞職すると、ベッシャーのその公式任期が始まるまでの短期間も、その空席を埋めるべく指名された。ベッシャーは検事総長として、州では初めてメディケイド虚偽対応部を設立し、国内炭田での組織犯罪を告発する8州連携の組織レビティカス・プロジェクトで、指導的な役割を担った。

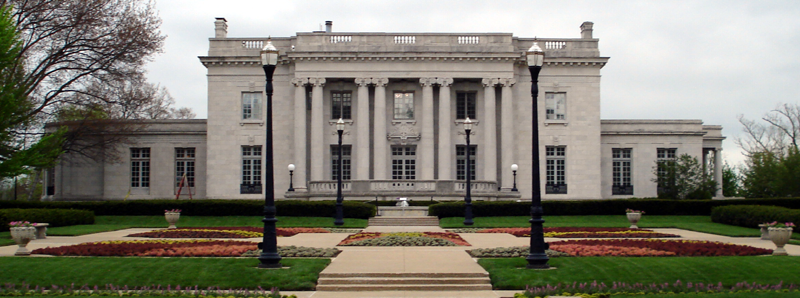
知事公邸のツアーに入場料を課する公邸を救え基金に対してベッシャーは反対を唱えた

検事総長時代に小さな議論も持ち上がった。第1の議論は、1980年にアメリカ合衆国最高裁判所が「ストーン対グラハム事件」判決を出した後だった。この判決によって、州内全教室の壁にモーセの十戒を貼り出すことを要求する州法は、信教の自由を規定するアメリカ合衆国憲法修正第1条に違背しているという根拠で、違憲であるとされた。州教育監督官レイモンド・バーバーが最高裁判所に対して、その裁定は既に教室に貼られているモーセの十戒を全て外させる必要があるのか、あるいは単純にケンタッキー州の要求事項が無効であるとするのかを明確にするよう求めた。最高裁判所はその明確化を拒否した。その後ベッシャーは如何なる状況下でも教室にモーセの十戒を掲示することは、裁判所の裁定によって禁じられたとする助言的意見を発表した。
2つ目の議論は知事公邸の改修の結果として起きた。ケンタッキー州ファーストレディのフィリス・ジョージ・ブラウンが、改修の費用を取り戻すために「公邸を救え基金」を創設した。改修が終わったとき、大衆に9日間公開することを計画した。その客からは公邸ツアーの入場料として1人10ドルを徴収することになった。議員のユージーン・P・スチュアートが、納税者の金で回収した公邸を見るために納税者がまた金を払わされるということに反対した。スチュアートはベッシャーにも反対するよう求め、ベッシャーが公邸を救え基金に対する差し止め命令を要請した。レキシントンの判事が差し止め命令を認めることを拒否したので、ベッシャーは控訴裁判所に控訴したが、そこでも下級審の判断を支持した。ベッシャーのこの行動でブラウン知事との間に亀裂を生じさせることになった。

### 副知事
ベッシャーは、ケンタッキー州憲法の規定で検事総長を含む選挙で選ばれる州役人には再選を禁じられていたので、次の選挙年である1983年には副知事への立候補を宣言した。5月の民主党予備選挙には7人が立候補し、ベッシャーは総投票数575,022票のうちの183,662票を獲得して公認指名を得た。他の候補には元州監査官ジョージ・L・アトキンス、ジェファーソン郡判事執行役トッド・ホレンバック、農業コミッショナーのアルバン・W・バークリー2世、元ケンタッキー・ワイルドキャッツのバスケットボールスター、ビル・スパイビー等がいた。本選挙では共和党のユージーン・スチュアートとドン・ウィギンスと対戦した。ウィギンスは共和党の知事予備選挙で敗れた後に、新党の消費者ロビー党の公認になっていた。スチュアートはベッシャーがケンタッキー州にとってはあまりにもリベラルだと言い、モーセの十戒に関するベッシャーの意見や人工中絶と銃規制に賛成していることを引き合いに出した。ベッシャーは銃規制を提唱していることを否定し、ジェファーソン郡からの州上院議員であるスチュアートは、州知事に選ばれる価値があるほど指導力を示したことがないと主張した。投票結果では、568,869 票対 321,352 票でベッシャーが楽勝した。ウィギンスは7,728票を得たに留まった。

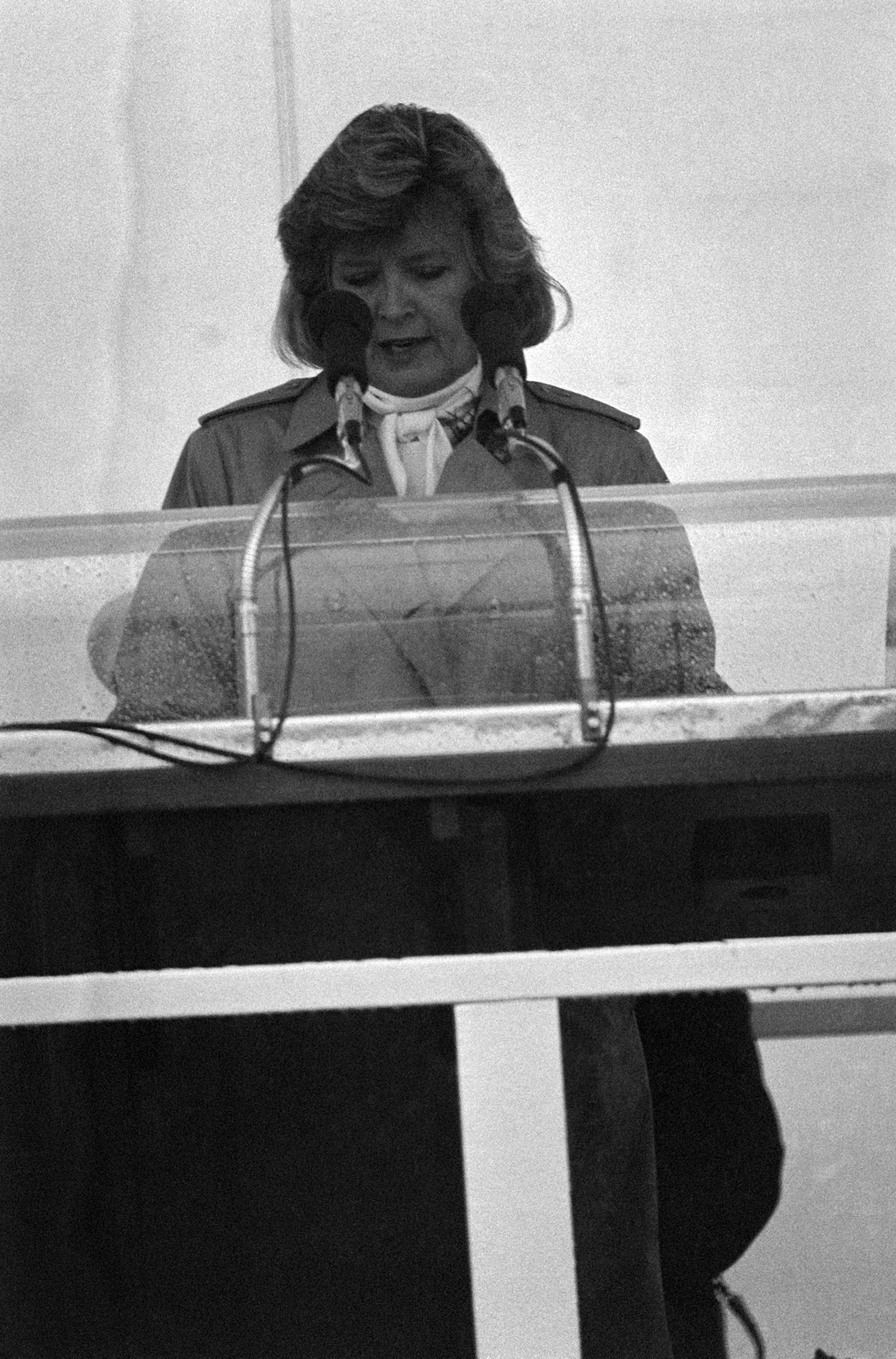
マーサ・レイン・コリンズ、副知事としてベッシャーの前任者、かつベッシャーが副知事のときの州知事

ベッシャーが副知事のときに、その職に関する修正が幾つか提案された。1984年、州下院議員ボビー・リチャードソンが副知事の職を廃止する憲法修正案を提案した。この提案が失敗すると、リチャードソンは1986年の議会で、副知事が州の旧知事公邸に無料で住める権利を取り消すこと、その警察による保護を無くすこと、州に2機あるヘリコプターの利用を制限することを含む法案を提出した。この法案には、副知事の給与を無くすこと、その代わりに知事代行や上院議長を務めたときに日給で給与を払うことも含めていた。この法案は将来、副知事が他の従業員を持つことを禁止していることについて解禁することも考えていた。その提案には現職のベッシャーを除外していたが、それでもベッシャーは反対し、政治的な動機があると非難した。リチャードソンは過去に副知事選挙に出馬する意欲を示したことがあり、彼が副知事に選ばれなかったために「他の誰にも就任してほしくないのだ」とベッシャーは主張していた。リチャードソンはその行動が政治的な策略であることを否定した。副知事という職はほとんど儀礼的なものであり、知事になるための一里塚としてのみ機能していると主張した。最近4人の副知事のうち3人がその後州知事に選ばれており、現職のコリンズ知事がそうだった。
リチャードソンの変更案に反対していたものの、現行州憲法でコリンズ知事が州を離れた場合にその知事代行となる規定は「時代遅れ」であることを認めていた。1987年構成会期の間に、州議会は副知事から、法案を他の委員会に割り付ける委員会の委員、および上院議場で法の流れを管理する委員会の委員を外した。その年後半、憲法審査委員会の小委員会が州知事と副知事は一組で選挙し、その職に州務長官の職を組み合わせることを提案した。この提案がベッシャーの任期中に法制化されることはなかった。
ベッシャーは副知事である間に、州の将来の成長と発展のために推薦を行う民間資本で集められた集団、「明日のケンタッキー委員会」を結成し主宰した。その30人の委員会は1984年7月に結成され、1986年9月に100項目以上の推薦を盛り込んだ報告書を提出した。その推薦の中には、1891年に採択された州憲法に対する修正もあった。その修正の中には、州財務官、州務長官、公共教育監督官を廃止すること、選挙を毎年ではなく奇数年にのみ行うこと、憲法に規定する役職を1期のみではなく2期連続で就任できるようにすることが含まれていた。しかし、州議会は憲法修正会議を招集することにほとんど関心を示さず、委員会の推薦は即座に採用されなかったが、幾つか実行されたものもあった。委員会報告書にあるその他の推薦には、生涯学習プログラムの創設、刑事司法改革の実行、労働者訓練の改善があった。この委員会は今日まで1人の副知事によって行われた最も実質のある仕事としてもてはやす者もいたが、ベッシャーが1987年の州知事選挙に向けてより良い位置に置こうとした行為だとけなす者もいた。
ベッシャーの副知事としてその他の行動には、ケンタッキー・ユーティリティの石炭購入慣習の捜査に参加したことがあった。問題はこの会社の石炭購買担当が石炭供給社から贈り物などを受け取るのが合法で道徳的であるかということだった。ベッシャーは検事総長のときにこの会社と同様な問題で衝突したことがあった。会社は捜査にベッシャーが参加するのを止めようとしたが、ケンタッキー州公共事業委員会がその動きを止めた。捜査期間の長さと、指摘事項の多さのために、ベッシャーの任期が終わった後になる1992年まで完全に解決されなかった。ケンタッキー州最高裁判所は最終的にケンタッキー・ユーティリティ有利の裁定をだした。
1987年、ベッシャーは混戦になった知事の民主党予備選挙に出馬した。他の候補者には元知事のジュリアン・キャロル、百万長者で書店業界の大立て者ウォレス・ウィルキンソン、東ケンタッキーの医師グラディ・スタンボがいた。ベッシャーはコリンズ政権の後ろ盾があり、労働組合指導者や州教員協会などからの支持も得た。選挙戦後半に元知事のジョン・Y・ブラウン・ジュニアが出馬してくるまでベッシャーが最有力候補だったが、ブラウンが即座に浮上した。ベッシャーはブラウンのジェット機を使いまくるような生活様式を攻撃する選挙広告に多くを費やした。例えば彼の「ヴェガスの野生の夜」というものがあった。ブラウンはこの広告に対抗して、ベッシャーが事実を歪めており、信用できないという広告をうった。ベッシャーもブラウンも、相手が当選した場合には増税するだろうと主張した。ベッシャーとブラウンが反目している間に、1987年2月の世論調査でも最下位にいたウィルキンソンが独自の選挙広告を打ち、ベッシャーやブラウンなら増税するであろうが、自分は州の歳入を増やす手段として州営宝くじを提案すると言った。選挙戦の最終盤、ウィルキンソンがブラウンとベッシャーを追い抜き、221,138票を獲得して予備選挙を制した。ベッシャーは114,439票で第3位、ブラウンが163,204票で第2位であり、他にスタンボが86,413票、キャロルが42,137票となり、他に3人の泡沫候補がいた。

## 政治的空白期と1996年上院議員選挙
1987年の選挙で落選した後、ベッシャーはクラーク郡にある広さ35エーカー (140,000 m2) の農園に移った。弁護士としての仕事を再開し、レキシントンの従業員125人の会社スタイツ・アンド・ハービソンに加わった。カルメットファームの破産や、ケンタッキー州中央保険会社の清算など、幾つか人目を引く事件を扱った。1994年には前立腺癌の手術を受け、成功した。

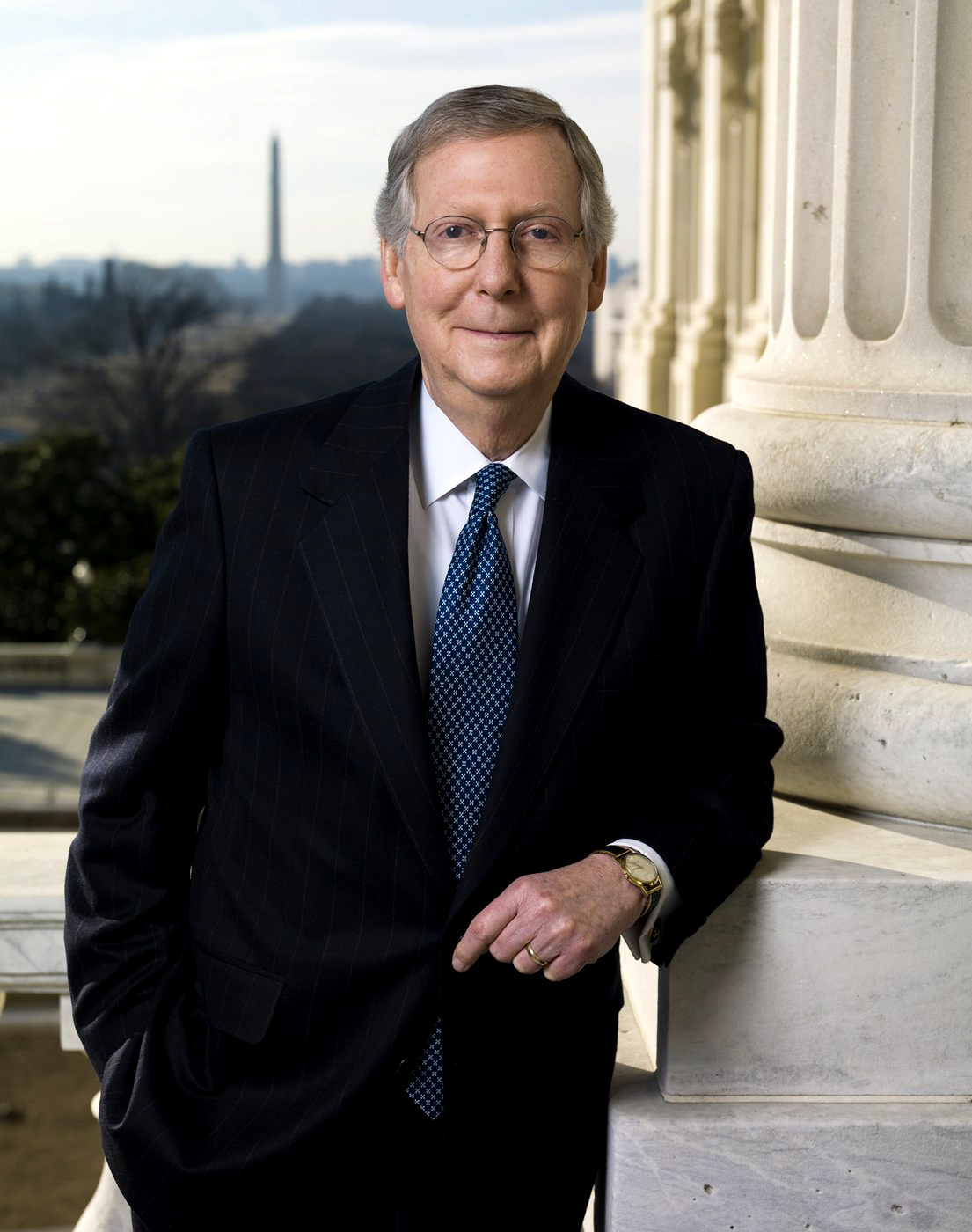
ミッチ・マコーネルアメリカ合衆国上院議員、1996年にベッシャーの挑戦を斥けた

ベッシャーは1987年予備選挙での敗北後ほぼ10年間、政治の場にはほとんど関わらなかったが、1995年遅くに、元知事のネッド・ブレシット、元知事で当時
上院議員のウェンデル・H・フォード、民主党上院選挙委員会議長のボブ・ケリーなど、民主党の指導層から共和党の現職アメリカ合衆国上院議員ミッチ・マコーネルへの挑戦を勧められた。ベッシャーは民主党予備選挙には有力候補として入った。他にはケンタッキー州第1選挙区選出のアメリカ合衆国下院議員を1期のみ務めたトム・バーロウ、引退したルイビルの警察官シェルビー・ラニアが出馬した。この予備選挙の間、ベッシャーは事実上バーロウとラニアを無視し、マコーネルに関する修辞に集中した。バーロウは州内全120郡を回ったが、ベッシャーが177,859票、バーロウが64,235票、ラニアが25,856票という結果となり、ベッシャーが指名を得た。
本選挙の期間中、世論調査ではベッシャーがかなりマコーネルに遅れをとっていた。マコーネルはこの期間中にベッシャーの2倍の選挙資金を集めた。ベッシャーはマコーネルの資金集めを選挙の問題にしようとした。その金の多くが政治行動委員会から来ており、それはマコーネルが務める上院委員会にロビー活動を行った利益集団を代表していた。マコーネルは、言論の自由は金を寄付する自由を含んでいると言って、献金者を弁護した。ベッシャーは、マコーネルを含む共和党員がメディケアを削減することに賛成票を投じたと告発し、マコーネルは共和党がメディケアを削減したのではなく、その成長を抑える計画を進めたのであり、その計画は民主党のビル・クリントンが提案したものと大きな違いはないと説明した。
選挙戦は2候補者の2回行われた討論の2回目から個人攻撃に変わった。マコーネルは、ベッシャーが属しているイロコイ狩猟クラブにはアフリカ系アメリカ人の会員がおらず、人種差別をしていると非難した。ベッシャーはそのクラブが人種差別をしていることを否定し、逆にルイビル出身の著名なマコーネル支持者は「敵意のある反女性」であると切り返した。次にはマコーネルが、ベッシャーは組織犯罪に関わりのあることで捜査を受けている労働団体から金を受け取ったと、反撃した。この討論の後、マコーネルが会員であるペンデニス・クラブが人種差別慣習で捜査を受けていることが暴露された。マコーネルはそのクラブが人種差別をしていると認識した後に脱会したが、その会員あるいは指導者を辞めた理由は明らかにしなかったと主張した。最終的にベッシャーの主張はどれも注目を引かず、投票結果はマコーネル724,794票に対して、ベッシャー560,012票と届かなかった。マコーネルの経歴では最大の票差だった。2009年に出されたマコーネルの伝記では著者ジョン・デイビッド・ダイチェが、ベッシャーが「（マコーネルに対する選挙戦で）成功する可能性について期待を抱かなかったが、その党のために、またビル・クリントン大統領再選の威光に乗れることを期待して、選挙戦に入った」と記していた。この本が出版された後、ベッシャーはスポークスマンを通じてダイチェの評価は「正確だと思われる」と言っていた。
ベッシャーはマコーネルに敗れた後、スタイツ・アンド・ハービソンで法律実務を続けた。2001年、1987年州知事予備選挙でベッシャーが敗れた相手だったウォレス・ウィルキンソンの破産事件で、この会社が債権者を代表するものとして雇われた。この会社は、ウィルキンソンがその財産を作ったウォレスの書店の債権者4者の代表でもあった。ウィルキンソンは以前にベッシャーと選挙戦を戦ったことから利害の対立の可能性があると言って、この法律会社を事件から外そうと試みたがうまく行かなかった。この事件は最終的に、ウィルキンソンが死んだ4か月後の2002年に決着した。

## 2007年州知事選挙

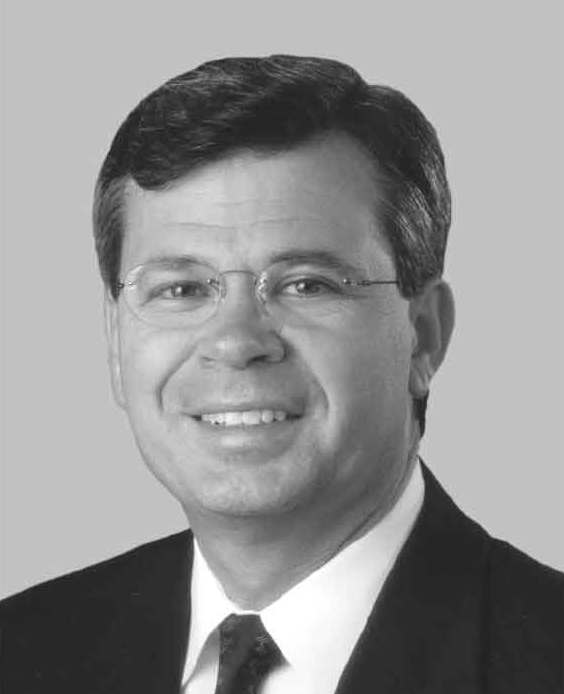
アーニー・フレッチャー知事、2007年にベッシャーと対戦し、再選を逃した

2006年12月18日、ベッシャーは2007年州知事選挙に出馬すると発表した。副知事候補としてはハザードの医師であり州上院議員でもあるダニエル・モンジアルドを指名した。ベッシャーは知事の職に「品位」を取り戻すと公約した。これは現職のアーニー・フレッチャーが、その政権の雇用慣習について、民主党員検事総長のグレグ・スタンボから受けた捜査がやっと決着したばかりであり、それにも関わらず再選を求めることに対する非難だった。当時他に出馬宣言した民主党員は州財務官のジョナサン・ミラーと、ハーランの建築業者オーティス・ヘンスリー・ジュニアであり、ヘンスリーは限定的な運動しか行わなかった。候補者受付の期限近くになって、候補者にはルイビルの百万長者実業家ブルース・ランスフォード、元副知事のスティーブ・ヘンリー、ケンタッキー州下院議長ジョディ・リチャーズ、永遠の候補者ゲイトウッド・ガルブレイスが顔を揃えた。
初期の世論調査では、ベッシャーとヘンリーが知名度で先行しており、どちらもフレッチャーと共和党の予備選挙対抗馬アン・ノーサップの後を追っていた。選挙戦の初期、ベッシャーは州内でカジノのギャンブルを拡大させるための憲法修正を支持することで他の候補者との差別化を図ろうとした。それによって増税しなくても新たに5億ドルの歳入を州が得られると主張した。政治評論家は、この戦略が、1987年州知事予備選挙でウォレス・ウィルキンソンの使った戦術に極めて似ていると言った。ウィルキンソンは州営宝くじを新たな財源と提唱して、ベッシャーその他の候補者を破っていた。当初ヘンスリーを除く民主党の候補者は全てカジノのための憲法修正を支持していたが、ベッシャーがそれを選挙戦の中心議題に据えたので、他の候補者からの支持は萎み始めた。リチャーズははっきりとその姿勢を変え、憲法修正に反対した。他にも数人の候補者が、ベッシャーは通過が保証されていない提案を入れた綱領を詠いすぎていると非難した。
2007年4月、ベッシャーは元知事ブレレトン・ジョーンズからの支持を得た。投票日の2週間前、候補者のジョナサン・ミラーが撤退し、ベッシャー支持に回った。ミラーは世論調査では常に下位にあり、秋の選挙戦で民主党の指名候補に選ばれないのを避けるためにベッシャーを支持したことを示していた。ミラーは後にそのコメントがランスフォードを標的にしたものであると認めていた。ランスフォードは2003年州知事民主党予備選挙で撤退し、本選挙では民主党のベン・チャンドラーを支持する代わりにアーニー・フレッチャーを支持していた。また、違法な医療請求と不適切な選挙資金という告発にあっていたヘンリーを標的にもしていた。このような支持に鼓舞されてベッシャーは先頭を走り予備選挙に勝利した。総投票数に対しては40.9%を確保し、2位だったランスフォードとの決選投票を避けられるギリギリのところだった。
現職知事フレッチャーが共和党予備選挙を立ち上がったので、ベッシャーは即座にフレッチャーに対する捜査を選挙戦の主要問題にすることにさせた。フレッチャーはベッシャーのカジノ拡大計画に対する反論を強化することで応じた。2007年6月、フレッチャーは以前には州民にカジノ・ギャンブル憲法修正に住民投票を実施させると言っていたことを撤回した。選挙参謀は記者達に「州民は11月の本選挙でこの問題に判断する機会を与えられる。それを住民投票に付するのは冗長である。」と語っていた。フレッチャーがカジノ・ギャンブルの問題を選挙戦の中心議題としようとした選択は実効が薄かった。この問題について数ヶ月論戦を展開したあと、サーベイUSAの世論調査では、フレッチャーがベッシャーに対して6ポイント回復しただけであり、まだ16ポイントの差をつけられているとしていた。さらに世論調査では、先の雇用問題捜査で言われたことに関してフレッチャーが倫理に沿わずに行動したと考える有権者が半数以上あり、81%はカジノ・ギャンブル憲法修正について住民投票に問うべきと考えていることを示していた。選挙戦の後半、州内主要新聞8紙がベッシャー有利を報道した。最終的にベッシャーが619,567 票を得て当選し、フレッチャーは 435,856 票に留まった。

## 2011年州知事選挙

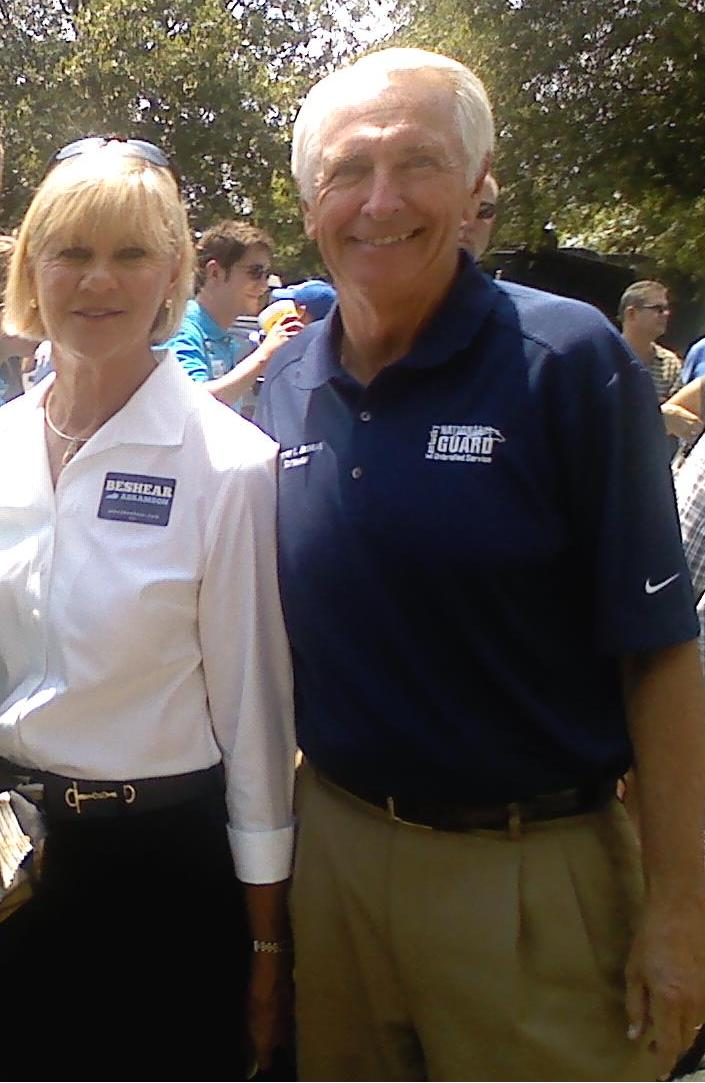
ベッシャー知事と妻のジェイン、2011年、ファンシー・ファームにて

2009年1月26日、副知事のダニエル・モンジアルドが来る2010年アメリカ合衆国上院議員選挙で、現職のジム・バニングに挑戦する者として民主党公認を求めると公表した。このことで事実上モンジアルドはベッシャーと共に2011年州知事選挙に再選を求めて出られなくなった。2009年7月19日、ベッシャーはルイビル市長ジェリー・アブラムソンをモンジアルドの代わりに副知事候補として再選を目指すと公表した。
ベッシャーは2011年5月17日に行われた民主党予備選挙では無投票で指名された。共和党予備選挙では、上院議長のデイビッド・ウィリアムズがルイビルの実業家でティーパーティー運動が応援するフィル・モフェット、ジェファーソン郡事務官のボビー・ホルスクローを破って公認となった。ゲイトウッド・ガルブレイスは独立候補として必要な5,000人分の署名を有権者から集めて、候補者名簿への記載を申請した。
2011年11月8日、ベッシャーが総投票数の56%近くを獲得して再選を果たした。この日民主党は州全体の役職のうち、1つを除いて全てを当選させた。

## 州知事
ベッシャーは知事に就任してから間もなく、州予算には4億3,400万ドルの赤字が予測されることを言って、7,800万ドルの支出カットを命じた。共和党員上院議長のデイビッド・ウィリアムズがそのカットの合法性を問うた。ウィリアムズによれば、赤字は1億1,750万ドルであり、前年度の余剰金1億4,500万ドルがあるので、赤字を埋めていると言った。ベッシャーは、前年余剰金のうち1億3,800万ドルについては議会が使途を承認しており、ベッシャーの赤字予測には「追加必要使途」3億ドルも入っていると反論した。ウィリアムズは支出カットに対する法的異議申し立てを止めたが、ベッシャーに州議会が密接にカットをモニターし、2月に会期が始まった後は、2006年から2008年の予算に対する修正を通すことで合意できない所を修正して行くと警告した。
ベッシャーは副知事のダニエル・モンジアルドが退いた州上院議員の空席を埋める特別選挙で、その任期では最初の政治的挫折を味わた。その選挙区では民主党の有権登録者が2対1と優勢であるにも拘らず、またベッシャーとモンジアルドが民主党候補者スコット・アレクサンダーを盛んに応援したにも拘らず、共和党のブランドン・スミスが僅か401票差で当選した。このアレクサンダーが落選したことは州の議会史で最も影響あるものとなり、共和党22人、民主党15人と州上院は大きな差がついた。上院にはもう一人独立系議員がいた。

### 2008年議会と特別会期
2008年議会の議論の多くは、2008年から2010年に跨がる二年分予算の策定を中心としており、この期間には10億ドル近い歳入不足に陥ると予測されていた。ベッシャーは予算の問題が会期の多くの時間を費やさせたことに驚いたが、ベッシャーが議員を務めた20年前よりも議会は知事に依存しないようになったことを認めた。ベッシャーはこの会期で討議できなかった中で、幼児期教育と子供のための医療拡大とを優先事項に掲げた。
2008年2月15日、ベッシャーはケンタッキー州におけるカジノ・ギャンブルを認める公約にも上げていた法案を公表した。ベッシャーの計画には州内で12のカジノに免許を与える憲法修正を含んでいた。その内訳は競馬場のそれぞれに7カ所と、独立に追加される5カ所であり、その付帯法案で増加した歳入をどう使うかを規定していた。この計画が当初の反対に会った後で、下院指導者は憲法修正に盛り込むカジノの数を9カ所に減らした。下院議長ジョディ・リチャーズが提案した1つの案は、州営競馬場に5つのカジノ免許を与え、他に4カ所独立のカジノとするものだった。下院院内幹事で、議長代行のラリー・クラークが作成した競合案は、9つの免許を競合で与えるものであり、競馬場のどれも保証はされないというものだった。2月下旬、下院の選挙・憲法修正・政府間事項委員会がどの提案も本会議に提出することができなかった。翌日、下院議長のリチャーズは委員会からドッティ・シムズ議員を外した。シムズは自分が提案に反対票を投じたことで、リチャーズが仕返しをしたと主張したが、リチャーズはシムズが提案に賛成票を投じ、さらに反対票を投じると言ったので外したのだと言っていた。シムズの罷免の後に、委員会は修正案を通した。
カジノ議案は民主党が支配するケンタッキー州下院での票決まで進まなかった、この場合憲法修正を含む法案の通過には100票のうち60票の賛成票が必要とされた。2008年3月27日、ベッシャーはカジノを認める憲法修正のための提案は廃案になったと発表した。この会期で通過しなかったベッシャーの提案には、フレッチャー政権捜査の後でベッシャーが提案した倫理改革法、州の年金体系における予想される赤字を減らすための計画、紙巻きたばこの1箱当たり70セント増税案があった。州予算以外に議会がこの会期で通した主要法案は、家屋所有者と企業にエネルギーを効率的に利用させる優遇策、反いじめ法、動物虐待に対する厳罰化法があった。
議会会期の最終盤で、両院は憲法で義務づけられた会期末、4月15日正12時になるのを避けるために、12時前数分間で各議場の時計を止めるという議論の多い習慣に依存することになった。議会は休会前の4月16日深夜から午前1時の間に12の議案を通した。これら議案の中には、その後6年間で州の道路を建設するための予算を与え方向を示す下院法案79号が入っていた。この法案はその日遅くにベッシャーのところに届けられ、4月26日に拒否権を使われた。州議会は再招集してその拒否権を覆すことができず、上院議長のデイビッド・ウィリアムズが訴訟に訴えて、ベッシャーの拒否権は法案が通ってから10日以内に行使されなかったので無効だとした。ウィリアムズの理由付けは、議会記録により、法案が4月15日に成立したという事実に基づいていた。ベッシャーが逆提訴し、法案は実際には4月16日に通過したのであり、そのときからカウントすべきと主張した。2008年7月31日、レキシントン市の判事がベッシャー優位の判断を出し、法案を無効とし、議会は今後時計を止める習慣を使ってはならないと宣言した。会期が終わった後で通過した法案の有効性については裁定しなかった。
ベッシャーは、州議会が州恩給体系を強化するための行動をとれなかったことに不満であり、7月23日に特別会期を召集した。これは会期が終わった後で両院がある計画で合意に達したと、両院指導者が報告したあとのことだった。特別会期は5日間続いた。これは議会手続きを通じて法案を成立させる最小時間だった。

### 2008年会期のその他の事項
ベッシャーは会期が終わった後で、エネルギー生産に関する課題に取り組み始めた。2008年4月、州の環境と大衆保護キャビネットを分割して、新しくエネルギーと環境キャビネットを結成すると発表した。この動きは基本的にベッシャーの前任者アーニー・フレッチャーが行った環境、大衆保護、労働のキャビネットの統合を逆行させたものだった。その年後半、ベッシャーは州で初の包括的エネルギー計画と呼ぶものを公表した。この計画は太陽光、風力、バイオマスによる発電の拡大と、石炭ガス化や二酸化炭素貯留のような投機的事業を要求するものだった。この計画は原子力の利用を探索することも求めていたが、核反応容器の建設に関する禁止を止めることを提唱する以外は停止させた。

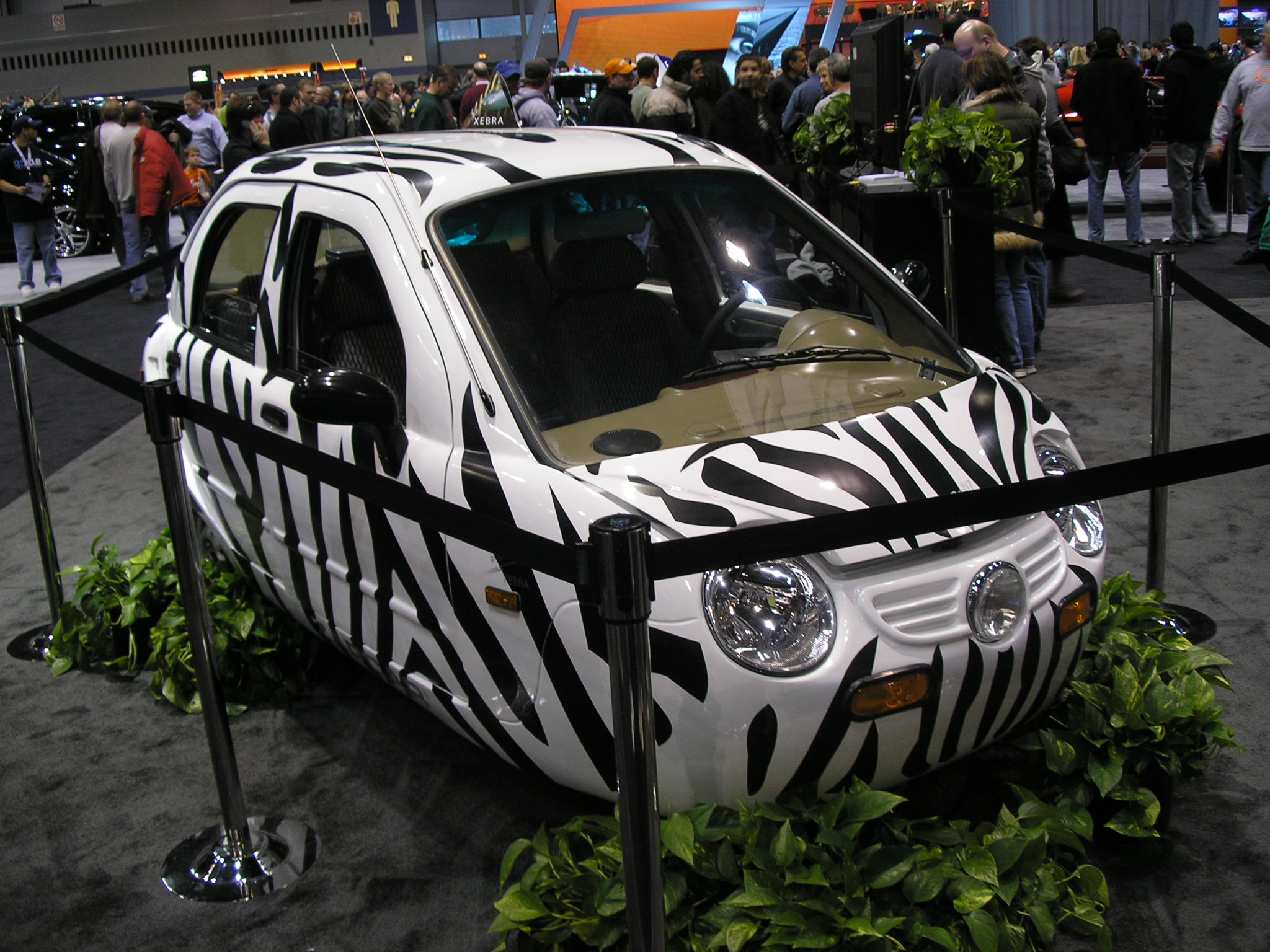
ZAPの電気自動車、提案された工場が資金不足になる前にケンタッキー州の工場で製造された

ベッシャーはフランクリン市にZAPの電気自動車製造工場を誘致することを期待し、2008年8月にケンタッキー州の多くの道路で低速自動車の走行を許可する行政命令を出した。またその会社に4,800万ドルの優遇税制も提案しており、約束された4,000人分の雇用創出と一体だった。しかし、提案された工場建設が中断され、主要投資者であるGEキャピタルがプロジェクトから撤退した。ZAP当局は工場建設の意図を継続したが、GEからの1億2,500万ドルの投資に代わるものが無ければ、他の州の提案を検討するとも言っていた。
ベッシャーはブラッド・カウジルを高等教育委員会の会長として雇用することについて、委員会と衝突した。ベッシャーは州法により委員会はその会長について全国的な調査を行うよう求められ、経験のある者を雇用し、高等教育の評判を確立する必要があると言った。レキシントン市の弁護士かつ元州知事フレッチャーの州予算支配人だったカウジルはその地位について資格付けされてはおらず、委員会は全国的な調査を行わずに雇用した。民主党員の検事総長ジャック・コンウェイは、その雇用は州法の下で合法であるという拘束力の無い意見を出した。カウジルはベッシャーと法廷闘争をするよりも辞任する道を選んだ。ベッシャーは委員全員に辞任を求めるか、委員会そのものを廃止して新しいものに換えるか検討していたベッシャーは、カウジルの判断を賞賛した。民主党下院予算委員会議長のハリー・モバリーは、カウジルが「委員会を正しい方向に導いた」と言い、「ブラッドが恒久的な地位に就けたら私は満足しただろうが、知事がカウジルの辞任で演じた役割を批判はしない」と付け加えた。上院議長のデイビッド・ウィリアムズはこの件に関するベッシャーの干渉を「不幸なこと」と呼んだ。
2008年9月、ベッシャー政権はケンタッキー州民がギャンブルのウェブサイトにアクセスするのを止めるために、ギャンブルに関連するドメイン名141個を支配しようとした。ベッシャーはそのサイトが州内では違法で規制されないギャンブル操作をしており、州の競馬産業に無税の競合を与えていると主張した。その年後半、フランクリン郡判事が、ベッシャーにはドメイン名を支配する権限があると判断したが、ケンタッキー州控訴裁判所は控訴されたその裁定を逆転させた。ベッシャーはケンタッキー州最高裁判所に上訴し、その根拠の一部として、ウェブサイトのオーナーはギャンブル協会とプレーヤー集団によって代表されていることを挙げ、ベッシャーはこの件に法的な立場は無いと言った。2010年、ケンタッキー州最高裁判所はベッシャーの意見に同意し、ウェブサイトのオーナー自身が裁判所に出廷するよう命令した。2010年8月時点でこの事件はまだ審理中である。

### 2009年議会
2009年議会の構成会期で、下院議長ジョディ・リチャーズは、元下院院内総務で検事総長だったグレグ・スタンボと3票差で交代させられた。ベッシャーがスタンボのために自ら干渉したと憶測する者もいたが、ベッシャーは否定した。リチャーズはベッシャーが行ったとされる干渉について問われたとき、コメントを控えた。
州経済が悪化していたので、議会の会期での主要議題は、4億5600万ドルの予算不足だった。ギャンブル拡大が歳入を増やす可能性ある手段として再度提案され、州の競馬場でスロットマシンを認める法案が下院免許職業委員会を通過したが、下院予算割当歳入委員会で廃案となった。議長のスタンボは、その法案が下院本会議に上程されたとしても、それを通すための十分な賛成票を得たのかという疑いを表明した。その代わりに議会は、歳入不足に対応するための一連の税制法案を通過させた。議会はまた、ベッシャーが提唱した州内の学校成績責任試験制度を改革する過程を開始した。この会期で成立したその他の法案としては、州道計画を改訂して新しく可能になった連邦刺激資金を割り付けたこと、告発された薬物乱用者をその裁判前に治療を受けさせるようにしたプログラムを創設したこと、ペイデイローンを扱うために州全体のデータベースを創設したことがあった。
下院の規則により、会期の最終2日間は知事による拒否権を取り消させるために取っておかれることになっていた。ベッシャーは、国選弁護士への資金を増やし、ルイビルとヘンダーソンで橋を建設するプロジェクトを監視する交通公社を創設すること、NASCARのスプリントカップ・シリーズのレースをケンタッキー・スピードウェイに誘致することを意図した包括的なものを含み様々な経済優遇策を提供することなど法案を検討するために、下院が前年に行ったようにその規則適用を棚上げすることを期待した。しかし、下院は規則の棚上げを拒否し、将来時間軸に沿ったやり方で議案を受け取る希望を表明していた。議会はベッシャーに1件の拒否権行使を認め、1日早く休会になった。

### 2009年議会と特別会期でのその他の検討事項
2009年議会に続いて、検事総長ジャック・コンウェイがギャンブルに関連する2つの問題について助言的意見を出すよう求められた。共和党州上院議員デイモン・セイヤーが、過去に行われたレースの結果についてプレーヤーが賭けることができる「インスタント・レーシング」は、州憲法の下で認められるかについて意見を求めた。民主党議員ジョディ・リチャーズも、州の競馬場でビデオ・ロッタリー・ターミナルを認めるために憲法修正が必要か、あるいは州営宝くじを認めた憲法修正の下で合法と解釈できるかについて、助言的意見を求めた。批評家は、コンウェイの父がケンタッキー州競馬委員会の委員であるので、この件には利害の対立があるはずだと言ったが、コンウェイは対立があることを否定し、行政府倫理委員会は操作が行われるよう公式の要請が無い限りはっきりした姿勢を見せることを拒否した。コンウェイはその後の2009年6月にビデオ・ロッタリー・ターミナルはケンタッキー州宝くじコーポレーションが管理するならば合法であるという見解を出し、2010年1月にはインスタント・レーシングが、幾つか規則の改正をすればパリミュチュエル方式を認める州法の下で認められると述べた。
2009年5月、ケンタッキー州警察は経費削減のために、2009年6月1日から自動車運転免許試験を英語でのみ行うと発表した。この試験はそれまで22の言語で行われていたが、州警察によれば、外国語版の試験は近年の交通法の変更を反映する更新が行われていないと言っていた。その2日後、ベッシャーは州警察の新方針を逆転させ、そのことについて自分は聞かされておらず、しかも悪行だと考えると言った。外国語版の試験問題は更新させるし、提供を続けられると約束した。
2009年4月、ベッシャーはケンタッキー大学、ルイビル大学、シカゴを本拠とするアルゴンヌ国立研究所の間で共同事業として、レキシントンに研究施設を建設し、電気自動車に使われる先進電池技術を開発すると発表した。その1週間後、全米先進交通用電池セル製造同盟が、ハーディン郡に電池製造工場を置くと発表した。同盟は近くに研究施設があることが、他の場所と比べてケンタッキー州を選ぶ動機になったと言っていた。しかし、その企業は連邦の景気刺激策資金3億4,200万ドルを受け取ることを期待していた。2009年8月、その資金が否定され、当局はその工場が建設される見込みがないことを認めた。
ベッシャーは2009年6月に、州予算10億ドルの赤字に対応するために特別会期を招集した。その後ベッシャーは通常会期の間に認められなかった経済優遇策パッケージを含むよう招集理由を変更した。検事総長コンウェイがビデオ・ロッタリー・ターミナルに関する意見を出したこともあり、州内でギャンブルを拡大する手段を州法で認めさせる必要があった。州憲法修正に必要な票数が60票から51票に引き下げられ、下院はギャンブル拡張法を通過させたが、共和党が支配する上院予算配分歳入委員会では10対5の票決で否決された。修正予算と経済優遇策法案が10日間の会期で通過した。
ベッシャーはそのギャンブル拡大策が再度上院を通過できなかったので、2010年州議会に先立って、共和党上院議員を行政府と司法府の魅力的な役職に指名することで、上院における共和党優位を切り崩そうと図った。特別会期終了の直ぐ後で、共和党上院議員チャーリー・ボーダーズを公衆安全委員会委員に指名した。その指名でボーダーの空いた議席のために特別選挙があり、民主党のロビン・ウェブが当選して、上院の構成を共和党20人、民主党17人、独立系1人に変えた。独立系の議員は通常共和党側で投票していた。ウェブの当選に続いて、ベッシャーは共和党上院議員ダン・ケリーを巡回裁判所判事に指名したが、特別選挙では共和党が議席を保持した。

### 2010年議会と特別会期
2010年議会初期、ベッシャーは2年分予算案を議会に提出した。この2年間で15億ドルの赤字が予測されており、ベッシャーは再度ギャンブル拡大から生まれる歳入で赤字を埋める提案をした。ベッシャーが予算案を提出してから数日後、下院議長のスタンボと上院議長のウィリアムズが、11月に予定される議員選挙の前にそのような議案を通す政治的な意思は両院とも無いと言って、ギャンブル法案全てが「廃案」になったと宣言した。予算を成立させる過程だけでこの会期の大部分の時間を消費したが、憲法で規定された会期期限までに合意に至らなかった。ベッシャーは特別会期を招集して予算を通し、州政府の閉鎖を防ぐ意図を表明し、その予算案を通すよう両院指導者を刺激した。ベッシャーは「自分達の予算案を策定することがその「定義する瞬間」である」と語ったと、議員達は主張していた。「さあできた。悲惨な失敗の瞬間だ」と言っていた。ベッシャーは、特別会期の期日前に合意が形成されていなければ、ギャンブル拡大が議題にはならないと言った。2010年5月、議会が招集され、予算案が通った。ベッシャーはこの予算案の19項目に個別条項拒否権を使った。それらは予算によって義務づけられた執行費削減を行う能力を制限してしまうと言っていた。特別会期が既に休会になっていたので、議会はこれら拒否条項を覆すことができなかった。
2010年7月、ベッシャーは予算によって要求された節減を達成するために、州職員大半に対して無給休暇6日間を執行すると発表した。その月後半、ベッシャーはその無給休暇の例外として、公衆安全と、精神医療労働者を指定した。ケンタッキー州職員約9,000人を代表する全米郡・州・自治体職員連合会カウンシル62は、この無給休暇の執行を阻止するために提訴した。フランクリン郡巡回裁判所判事が2010年9月にその差し止め命令を拒否したが、訴訟の継続は認めた。その1か月後、カウンシル62は訴訟を取り下げることに同意し、無給休暇問題をベッシャーの職員諮問委員会に委ねた。最終的にベッシャーの計画に規定された6日分の無給休暇が実行された。

### 2011年議会と特別会期
2011年議会の開催時期が近づくと、州上院議員で元州知事のジュリアン・キャロルが、「私が州会議事堂近くにいた全ての年を通じて、1つの会期からこれほど成果を期待していない年を思い出せない」と宣言した。キャロルの悲観論は、上院議長ウィリアムズが次の州知事選挙でベッシャーに挑戦すると宣言し、それをキャロルは2人の指導者間の協業の意欲を削ぐものになると考えたからだった。
この議会で通過した法案の中には、検眼医が眼科手術を行うことを認める法（通常眼科医にのみ認められていた）、「バスソルト」という名で売られた精神活性薬品の販売を禁止する法、非粗暴薬物犯罪者に対する代替監獄として、町による監督と中毒治療を認める手段があった。通過できなかった法案としては、ウィリアムズが提案した不法移民を抑制するための強力な手段、ベッシャーの支持した提案である高校中退の法廷年齢を16歳から18歳に引き上げる法案があった。また議会は州のメディケイド負担における赤字に対応するためにベッシャーの案を採用するか、あるいはウィリアムズの提案した代案を採用するかについても、合意に達しなかった。ベッシャーの案は二年分予算の2年目分から1億6,600万ドルを移動して、2年目には、メディケイドを総合的健康管理に切り替えることで、達成される節減により、出費を賄うというものだった。ウィリアムズの案は州上院では共和党の賛成多数で通ったものであり、州政府の歳出を1億100万ドル削減して赤字に対応するものだった。ベッシャーはこの計画が成立しなくても、メディケイドから医療提供者に対する返還額を30%削減しなければならないと推計していた。
通常会期が終わると直ぐにベッシャーは、州のメディケイド負債に対応する方法と、退学年齢を引き上げるべきかについて検討する特別会期を招集した。この特別会期で、両院は2年目の予算を移動するベッシャーの案を承認したが、総合的健康管理が十分な節減効果を生まなかった場合に自動的に歳出削減を行うことになった。この法案は総合的健康管理によって達成される節減額を評価するために独立した会計事務所を雇うことも要求していた。ベッシャーはその後で歳出削減と節減額評価について個別条項拒否権を使ったが、これは民主党議員との事前合意に基づいていた。これらの規定を排除することで、ベッシャーが署名した法案は、通常会期で彼が提案したものと基本的に同じになっていた。
この特別会期の間に最小退学年齢を18歳に引き上げる法案も承認された。会期終了後、全米教育協会がベッシャーに2011年度アメリカの偉大な教育知事賞を与え、最小退学年齢を引き上げたことと、教育予算削減を一貫して拒否したことを授賞の理由に挙げていた。

## その他
1968年にケンタッキー大学法学校を卒業した後、短期間ニューヨーク市で法律実務を行い、その後ケンタッキー州に戻ってケンタッキー州下院議員に選出され、消費者の味方としての評判を勝ち取った。その評判を活用してジョン・Y・ブラウン・ジュニア州知事の下で43代目ケンタッキー州検事総長を1期務めた。アメリカ合衆国最高裁判所が「ストーン対グラハム事件」判決を出した後、検事総長としてのベッシャーは、モーセの十戒の写しを州内教室の壁から外さねばならないという意見を出した。知事公邸を改修した後それを見学に訪れる人々から入場料を取ることについて反対し、ファーストレディのフィリス・ジョージ・ブラウンと衝突もした。1983年にマーサ・レイン・コリンズ州知事の下で副知事に選ばれた。この職にあったときの重要な事項は、州の将来について推薦を行う任務にある、明日のケンタッキー州委員会を結成したことだった。
1987年ケンタッキー州知事選挙の民主党予備選挙でベッシャーは5人の候補者中3位に終わり、それまで順風だった政界での上昇機運が中断された。この予備選挙では2位に終わった元知事のヤングとベッシャーが火花を散らしていたが、そのことで、政治的には新参だったウォレス・ウィルキンソンが豊富な資金力を生かして最終コーナーからゴボウ抜きするのを許してしまった。その後の20年間、ベッシャーはレキシントン市の法律会社で実務を行っていた。この時代に唯一政界に進出しようとしたのは、1996年のアメリカ合衆国上院議員選挙で現職のミッチ・マコーネルに挑戦した時だったが、落選した。しかし、2007年に現職の共和党のアーニー・フレッチャー州知事の脆弱性に乗じて再度政界に引き戻された。フレッチャー政権は州の成果主義制度に関する法律違反で、当時のグレグ・スタンボ検事総長から広範な捜査を受けていた。2007年の民主党予備選挙では、6人の候補の中からベッシャーが残った。これには教育など社会的計画の資金を増やすために、カジノのギャンブルを拡張すると公約した事が大きく利いた。本選挙でもフレッチャーを破って知事に当選した。さらに2011年州知事選挙でも共和党のデイビッド・ウィリアムズと独立系のゲイトウッド・ガルブレイスを破って再選を果たした。